# Saint-Vénérand

Saint-Vénérand este o comună în departamentul Haute-Loire, Franța. În 2009 avea o populație de 58 de locuitori.